# 傑佛遜鎮區 (密蘇里州錫達縣)
傑佛遜鎮區（英語：Jefferson Township）是位於美國密蘇里州錫達縣的一個行政鎮區。

## 地方資料
傑佛遜鎮區的面積為130.97平方千米，當中陸地面積為129.28平方千米，而水域面積為1.69平方千米。根據2020年美國人口普查的數據，當地共有人口766人，而人口密度為每平方千米5.85人。